# 河合雅子
河合 雅子（かわい まさこ）は、日本のフィギュアスケート選手（女子シングル）。現在はフィギュアスケートのテクニカルスペシャリスト。千葉県松戸市出身。清泉女子大学卒業。1986年世界ジュニア選手権代表。

## 経歴
1980年、全日本ジュニア選手権で3位に入る。その後、同大会では1984年に青谷いずみ、柏原由起子に続き3位、1985年は浅沼まりに続いて2位に入る。初出場となった1986年の世界ジュニア選手権では9位となった。1987年、国民体育大会に千葉県代表で出場し、少年女子で優勝する。
引退後はISUテクニカル・スペシャリスト（2003-2004シーズンから採用された新採点システムで設けられた国際スケート連盟公認の技術審判）を務めている。

## 主な戦績
| 大会/年              | 1980-81 | 1984-85 | 1985-86 | 1986-87 |
| -------------------- | ------- | ------- | ------- | ------- |
| 世界ジュニア選手権   |         |         | 9       |         |
| 全日本ジュニア選手権 | 3       | 3       | 2       |         |
| 国民体育大会         |         |         |         | 1       |